# 丁子屋百貨店

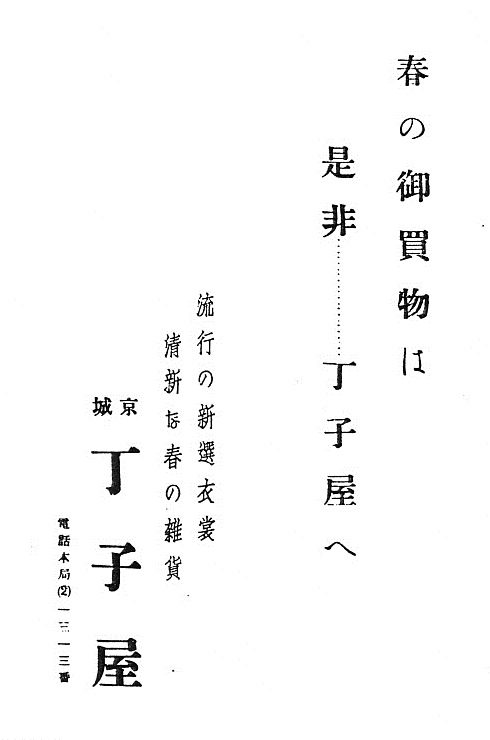
1930年代の丁子屋百貨店の広告

丁子屋百貨店（ちょうじやひゃっかてん）は、20世紀前半の朝鮮及び満州に店舗を展開していた日本人経営の百貨店。京城では平田・三中井・三越・和信と合わせて五大百貨店と呼ばれていた。

## 沿革
三重県津市で1867年から洋品店を営んでいた二代目小林源六が、日露戦争を切っ掛けに、釜山の大商人のひとりである大池忠助所有の建物を借りて、1904年4月、釜山府弁天町に洋服店「丁子屋」を開業、10月には漢城（後の京城）にも開店した。
三越に５年遅れて1921年、株式会社丁子屋百貨店となり、京城府明治町に本店を置いた。
1929年本店を増築し、延べ2200坪の百貨店になった。
1933年12月17日の京城日報は、｢ボーナス景気の百貨店｣と題する記事を載せ、「三越・丁子屋・三中井・平田の四大百貨店の12月1日から15日までの売上が昨年の5％～15％上昇した」と報じた。
当時、丁子屋は客の60％が朝鮮人で、日本人は40％だったと言われる。
1935年には満州丁子屋も開業した。

## 主な店舗
京城本店の他、釜山・平壌・元山・大連・新京に支店を置いた。

## 戦後
1945年の太平洋戦争終戦で対外資産の全てを失い、丁子屋百貨店は消滅した。京城に存在した本店はその後直ぐに韓国人経営の中央百貨店となるが、1948年には韓国政府に接収され、米軍のPXになった。
1954年には貿易協会が買収、店名を美都波（ミドパ/Midopa）と改め、1969年には大韓農産の傘下に入り、美都波百貨店として経営を引き継いだ。
2002年、近接するロッテ百貨店（運営はロッテショッピング）に買収され、2003年に店名をロッテ美都波に変更、2013年、ロッテショッピングに吸収合併された。現在はロッテヤングプラザ明洞店が建っている。
尚、三重県津市では、今も創業者･小林源六の一族が、紳士服店として「丁子屋」の営業を続けている。

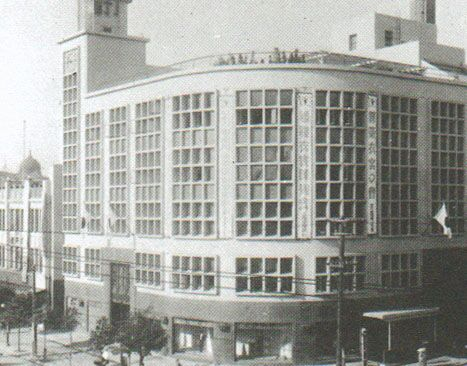
丁子屋百貨店の戦前の姿
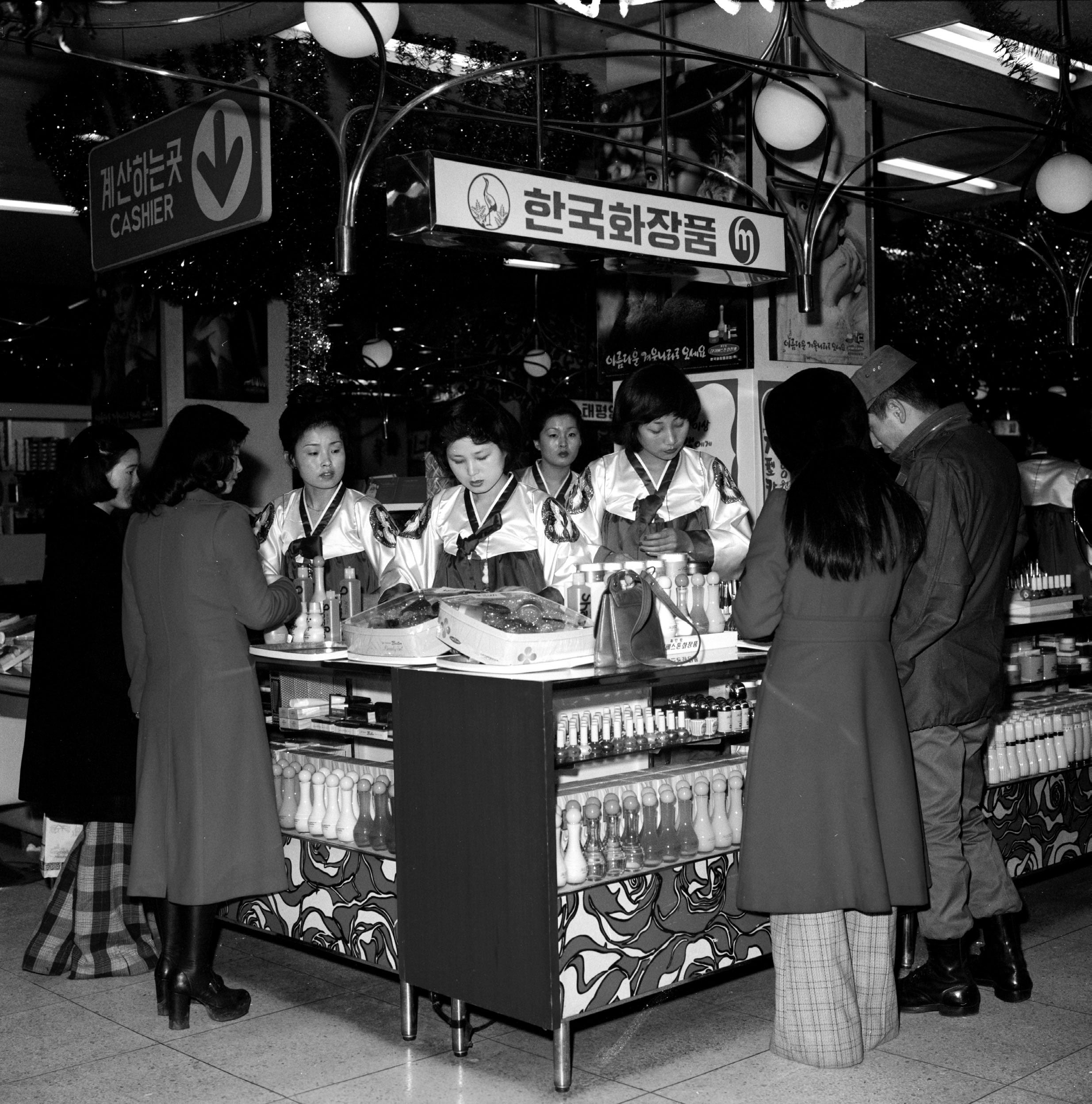
ミドパ百貨店店内(韓国化粧品、1975年)
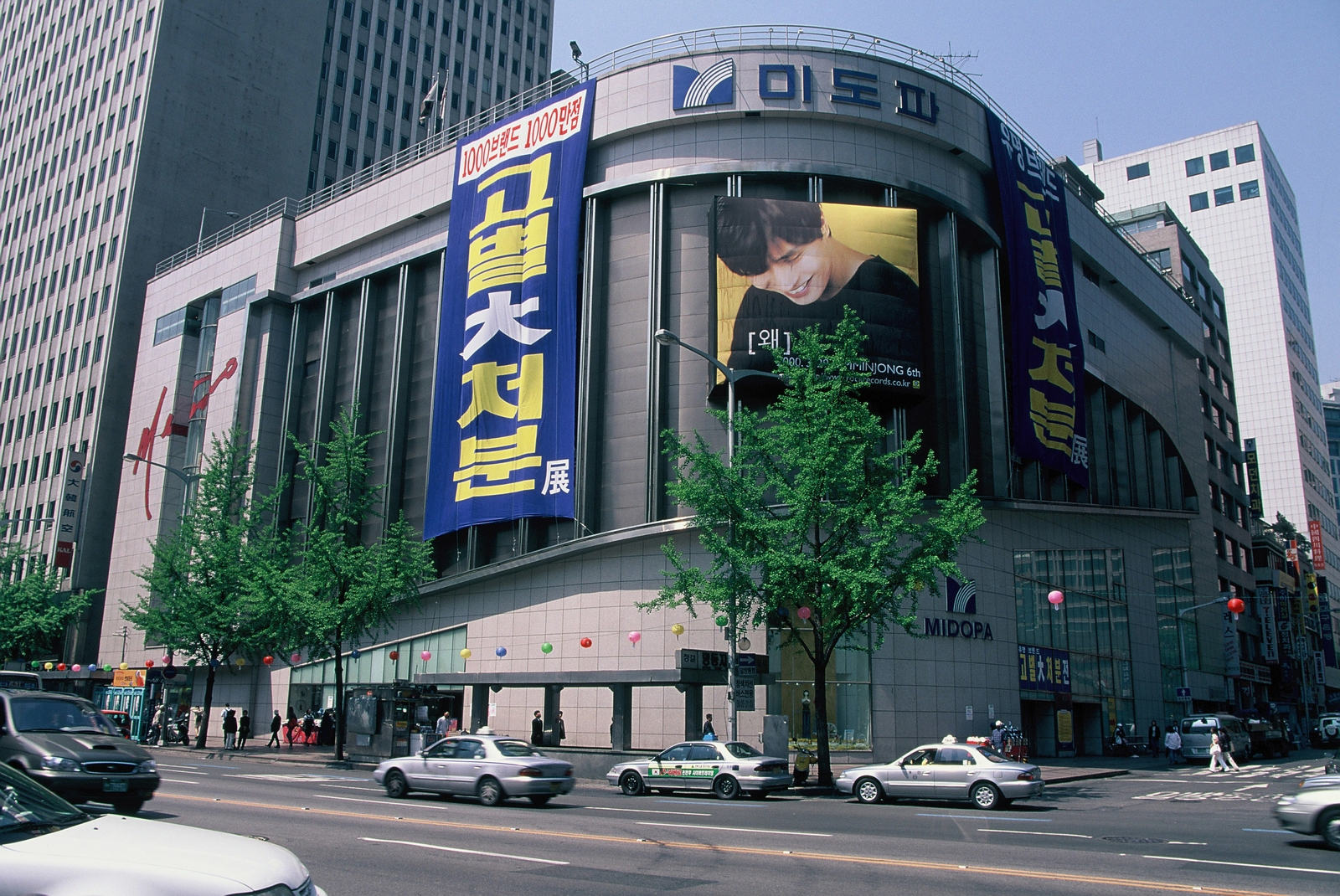
ミドパ百貨店(2000年)
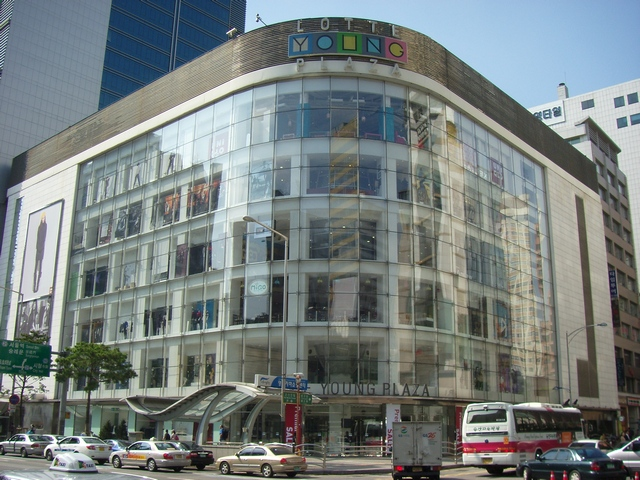
ロッテヤングプラザ明洞店